# ズンドコ節
- ズンドコ節
- ヅンドコ節

「ズンドコ節」（ズンドコぶし）は、囃子詞に「ズンドコ」が使用される楽曲の総称である。大別して、ルーツを『海軍小唄』とするものと、田端義夫『街の伊達男』とするものの2つの系譜がある。

## 海軍小唄
七五調。短調。軍歌に分類されることもあるが、実際は戦地に赴く男たちの本音を歌った俗謡である。作詞・作曲者が不詳であり権利上の問題が発生しないため、多くの歌手によってリメイク版が製作されている。囃子詞は「トコズンドコ ズンドコ」。

## 銀座八丁
藤山一郎が昭和12年（1937年）に発売。昭和61年（1986年）に、「曲の骨組み、音の動きが酷似している」として、日本音楽著作権協会が『街の伊達男』の原曲と認定した。七七調と七五調で構成される。長調。囃子詞はない。
- 作詞：宮本旅人
- 作曲：能代八郎

## 街の伊達男（ヅンドコ節）
七七調。長調。田端義夫が昭和22年（1947年）に発売した楽曲。田端のエレキギターによるリードギターと伴奏のアコースティックギターの二本の演奏によって歌われている。再編盤では『ズンドコ節（街の伊達男）』や『ズンドコ節』と表記された。
田端は四国への巡業のため大阪の天保山から乗り込んだ連絡船の中で、闇屋が歌う歌に感銘を受け、採譜した曲をブギにアレンジして吹き込んだ。歌詞の内容は当時の伊達男の恋が描かれている。囃子詞は「トコズンドコ ズンドコ」。発売時は作曲者不詳だったが、前述の経緯から能代八郎に変更された。ただし、リメイク作品の作曲クレジットは不明のままとなっているものが多い。
- 作詞：佐々木英之助
- 作曲：能代八郎
- 編曲：田端義夫

竹下登は佐藤政権時代に宴席でよく「講和の条約吉田で暮れて 日ソ協定鳩山さんで 今じゃ佐藤で沖縄返還 10年たったら竹下さん」と『街の伊達男』の替え歌を歌っていた。田中政権の時は佐藤の部分が「今じゃ角さんで列島の改造だ」となった。

### 新ズンドコ節
田端義夫が発売した『街の伊達男』のリメイク。
- 作詞：嶋田磬也
- 編曲：倉若晴生

### ズンドコ桜
「ズンドコ桜」は、1952年4月に発売された田端義夫と安城美智子の楽曲。「街の伊達男」のリメイク。
- 作詞：大高ひさを
- 作曲：不明
- 編曲：倉若晴生

### 一の倉ズンドコ節
1953年にロッククライマーで東京緑山岳会（当時）の富岡久也が作詞した「街の伊達男」の替え歌。「一ノ倉ズンドコ節」「谷川小唄」とも。旅立ちの情景や谷川岳に挑む心情が描かれており、登山家たちに愛唱された。

### ズンドコ人生
かまやつヒロシが1961年7月に発売した楽曲。『ぶらぶら天国』のB面。「街の伊達男」の替え歌で、囃子詞は「それズンドコ ドコドコ」。
- 作詞：猪又良

## 東京ズンドコ節
1951年7月に安城美智子と鈴村一郎によってリリース。海軍小唄の替え歌として最初にレコード化された楽曲である。囃子詞は「トコ東京ズンドコ ズンドコ」。歌詞は海軍小唄の歌い出しの一部が引用されている。
- 作詞：大高ひさを
- 作曲：長津義司

## アキラのズンドコ節
映画『海から来た流れ者』シリーズの第2弾『海を渡る波止場の風』の挿入歌として制作され、主演の小林旭により1960年6月1日に『鹿児島おはら節』のB面曲『ズンドコ節』として発売された。歌詞のテーマは「若い男女の恋物語」。その後、『アキラのズンドコ節』と改題された。発売年のレコード売上は30万枚に達した。チャチャチャのリズムを基調にしており、オリジナルの歌詞・メロディと海軍小唄の替え歌で構成される。囃子詞は「ズン ズン ズンドコ」。

### 収録曲
- 全作詞：西沢爽／補作曲：遠藤実／編曲：狛林正一

1. 鹿児島おはら節
2. ズンドコ節

## ドリフのズンドコ節
「ドリフのズンドコ節」は、ザ・ドリフターズの楽曲で、3枚目のシングル。1969年11月1日にリリースされた。

### 解説
- 「海軍小唄」の替え歌。テーマは小林旭と同じく「若い男女の恋物語」だが、原曲の「海軍小唄」の歌詞も6番（ほぼ原曲の1番である）をはじめとして所々に使われている。
- 1番から6番まであり、1番を加藤茶、2番を仲本工事、3番を高木ブー、4番を荒井注、5番をいかりや長介、6番をメンバー全員で歌っている（6番に入る前に、いかりやが「元歌!」と叫んでいる）。1 - 5までの歌詞はある男性の女性遍歴を辿る（学生 - 親元を離れ下宿生活 - 新入社員 - 会社に慣れて相手に物申せる立場 - 倦怠期）様になっている。
- 1969年の『第20回NHK紅白歌合戦』で、途中の白組応援にドリフが登場、坂本九と一緒に応援の替え歌をうたった。
- 1970年の『第12回日本レコード大賞』で「大衆賞」を受賞、またこの年から始まった『日本歌謡大賞』の「放送音楽賞」も受賞した。
- 囃子詞は「ズンズンズンズンズンズンドコ」。また、8ビートが強調され、一節ごとに「パパヤ」というムードコーラス風の合いの手が入る。

### バージョン
- 志村けんがドリフターズに加入後「志村けんバージョン」も発売（シングル「ゴー・ウェスト」のB面に収録）されたが、2000年に発売されたベストアルバム『ドリフだョ!全員集合 青盤』のライナーノーツによると、この「志村けんバージョン」は、荒井注がソロを担当している4番だけを志村に差し替えて編集した以外は1969年版と全く同一の録音であるとされる。
- この他、「ズンドコ節（海軍小唄）」という題名で、元の歌詞通りに歌っているバージョンも存在する。アレンジは同じ。4番まであり、4番は1番と同じ歌詞。「ドリフのズンドコ節」とは違い、全て全員で歌っている。このバージョンは、1971年12月に発売された『ドリフの軍歌だョ 全員集合!!』に収録されている。

### 収録曲
- 全編曲:川口真

1. ドリフのズンドコ節 (3:02)
作詞・作曲：不詳／補作詞：なかにし礼
  - 映画『ズンドコズンドコ全員集合!!』主題歌
2. 大変うたい込み (3:10)
作詞:なかにし礼／日本民謡（斎太郎節）

### カバー
- ORANGE RANGE『ZUNG ZUNG FUNKY MUSIC』 - 囃子詞の部分をリフとして用いたファンク[3]。2004年のアルバム『ミチシルベ〜a road home〜』に収録。
- サザンオールスターズ - 2013年のAAAイベント『昭和八十八年度! 第二回ひとり紅白歌合戦』でカバー。
- stillichimiya『ズンドコ節』 - 2014年のアルバム『死んだらどうなる』に収録されたラップ。囃子詞の部分が引用されている。

## きよしのズンドコ節
2002年の氷川きよしのシングル。曲のテーマは当初「若い男女の恋物語」にする予定だったが、氷川と作詞者・松井の意向で急遽「故郷にいる母親への思い」が3番として追加された。オリコン週間チャートで最高5位の大ヒットとなり、この年以降全国の盆踊りの定番曲となった。オリジナルの歌詞・メロディと海軍小唄の替え歌で構成される。囃子詞は『アキラのズンドコ節』を模倣した「ズン ズンズン ズンドコ」で、その直後にファンが「き・よ・し」と合いの手を入れるのがお決まりとなった。

### 収録曲
1. きよしのズンドコ節
  - 作詞:松井由利夫、作曲：水森英夫、編曲：伊戸のりお
2. 送恋譜
  - 作詞:アベ・イチロー、作曲：珊瑚宣俊、編曲：伊戸のりお
3. きよしのズンドコ節 (オリジナル・カラオケ)
4. 送恋譜 (オリジナル・カラオケ)

### 収録アルバム
- ベスト『氷川きよし・演歌名曲コレクション2〜きよしのズンドコ節〜』（2002年5月22日）
- オムニバス『ベストヒット歌謡年鑑2003 星空の秋子/女人高野』（2002年11月21日）

### 備考
氷川に顔が似ていることから「きよし」のニックネームで親しまれたプロ野球選手の細川亨が、長年「きよしのズンドコ節」を登場テーマ曲として使用していた。
年末恒例の「NHK紅白歌合戦」では、過去に3度披露している。第53回NHK紅白歌合戦（2002年）は、パパイヤ鈴木とおやじダンサーズと一緒に登場。第59回NHK紅白歌合戦（2008年）は、氷川自身初の白組トリおよび大トリとして歌唱。第68回NHK紅白歌合戦（2017年）は、タイや米俵など縁起物が積まれた金色の宝船に乗りながら歌唱していた。

## その他の楽曲

### お座敷ズンドコ
朝丘雪路のシングル。B面は『それが女と云うものさ』。東芝レコード。
- 作詞・作曲：不明
- 編曲：長洲忠彦

### 八田英士『さすらい』
1970年代に八田英士（元・永田英二）によって、「さすらい」というタイトルでリリースされたシングル。オリジナルの歌詞・メロディと海軍小唄の替え歌で構成される。囃子詞は「ジン ジン ジンジン」。
- 作詞：喜多条忠
- 作曲&編曲：高田弘

### 零心会のズンドコ節
零心会の1986年の楽曲。テレビドラマ『ザ・ハングマンV』のエンディングテーマ。猫・犬・金魚の恋心を描いたオリジナルの歌詞・メロディと動物目線で人間社会を批判した海軍小唄の替え歌で構成される。囃子詞は「ズンズン ズンズン ズンズンドッコ」。
収録曲
A面
1. 零心会のズンドコ節（2分58秒）
  - 作詞：中西冬樹、作曲：不明、編曲：水谷公生

B面
1. 風太郎節（3分46秒）
  - 作詞：鋭角一、作曲・編曲：水谷公生

### T-BACKSのズンドコ節〜お花見編〜
T-BACKSの1994年の楽曲。

### Zundoko-Bushi（21世紀のズンドコ節）
カリフォルニア・ギター・トリオが2002年に発売した『CG3+2』というアルバムには、キング・クリムゾンの楽曲「21世紀のスキッツォイド・マン」および「ヴルーム」のフレーズを挿入した「Zundoko-Bushi」（邦題「21世紀のズンドコ節」）が収録されている。ズンドコ節部分は主にドリフ盤が下敷きになっている。

### レ・ロマネスク『Zoun-Doko Bushi』
「Zoun-Doko Bushi」は、日本人デュオレ・ロマネスクの楽曲。2011年発売のアルバム『Dandysme!』に収録。全編フランス語で歌われており、概してフランス生活で見られるおかしなところを皮肉った内容となっている。「ドリフのズンドコ節」のリメイクであり、合いの手の「パパヤ」は「アイヤ」に変更されている。
- 作詞：TOBI
- 作曲：不明
- 編曲：KC

### ピンク・マルティーニ『Zundoko-Bushi』
アメリカ合衆国のジャズユニット「ピンク・マルティーニ」が、2013年9月発売のアルバム『ゲット・ハッピー』中に日本語でカバーした。歌詞は「海軍小唄」のものである。ボーカルは日本人を祖母に持つティモシー・ニシモト。コーラスにはピンク・マルティーニの本拠地であるポートランド在住の日本人ビジネスマンも参加している。日本では世界に先駆けて9月11日に音楽配信で発売された。

## CMソング
- 株式会社ペティオが、2002年のドッグフード『低カロリー生活』のCMにおいて海軍小唄の替え歌を使用。歌唱は同CMに出演した志村けん。
- 日本の酒造メーカー『高橋酒造』が、米焼酎「しろ」のCMに於いて、『きよしのズンドコ節』のバロディをCMソング用に新たに作曲して、2006年末から2007年にかけて使用している。
- 2009年にサントリーから発売されたBOSSファーストクラスのCMで客室乗務員に扮した大地真央、西川史子、佐々木希の3人が踊りながら海軍小唄の替え歌を歌っていた。
- 大東建託（いい部屋ネット）が2015年7月25日から海軍小唄の一節を基にしたコマーシャルを放送開始。メインキャラクターは桜井日奈子が担当[10]。

## 映画
- ザ・ドリフターズ主演の映画『ズンドコズンドコ全員集合!!』（1970年、松竹）では、『ドリフのズンドコ節』が主題歌となっている。

## アニメ
- 『もーれつア太郎（第1作）』（NET系列）50回「八百×最大のピンチニャロメ!」で、イヤミが開いている農業教習所で肥料蒔きを教える時に、「ドリフのズンドコ節」が流された。
- 『ドラえもん』2005年版626話「たけしのズンドコ誕生日」で、ドラえもんのひみつ道具「日本標準カレンダー」を横取りし、自分の誕生日（6月15日）を「国民の祝日」にした剛田武（ジャイアン）が、「きよしのズンドコ節」の替え歌「たけしのズンドコ節」を歌った。音源はテレビ朝日ホームページで着うた配信された[11]。